# Vlagyimir Viktorovics Akszjonov
Vlagyimir Viktorovics Akszjonov (oroszul: Владимир Викторович Аксёнов) (Giblici, 1935. február 1. – 2024. április 9.) szovjet-orosz űrhajós.

## Életpálya
A katonai repülőiskolák elvégzése után 1957-től tervezőirodai munkatársként űreszközök szerkesztésén dolgozott. Műszaki egyetemi tanulmányait 1963-ban sikeresen diplomázva befejezte. A távérzékelési eljárások szakértője. 1973. március 27-től részesült űrhajóskiképzésben. 11 napot, 20 órát és 11 percet töltött a világűrben. 1988. október 17-én nyugdíjazták. Megkapta a Szovjetunió Hőse kitüntetést.

## Űrrepülések
- 1976-ban a Szojuz–22 fedélzeti mérnöke
- 1980-ban a Szojuz T–2 fedélzeti mérnöke

## Külső hivatkozások
- Vlagyimir Viktorovics Akszjonov. spacefacts.de. (Hozzáférés: 2012. március 15.)
- Vlagyimir Viktorovics Akszjonov. astronautix.com. [2012. június 17-i dátummal az eredetiből archiválva]. (Hozzáférés: 2012. március 15.)